# Vratislav von Pernstein
Vratislav von Pernstein (Velké Meziříčí, 9 luglio 1530 – Linz, 27 ottobre 1582) è stato un politico ceco e Cancelliere Supremo di Boemia.

## Biografia
Vratislav von Pernstein, della nobile famiglia Pernstein, proveniva dal Paese ceco. Era figlio di Giovanni IV von Pernstein e della sua seconda moglie, Hedwig von Schellenberg.
All'età di tredici anni fu condotto da suo padre alla corte di Vienna dell'imperatore Ferdinando I.
Dopo la morte di suo padre nel 1548, Vratislav ne ereditò tutti i suoi possedimenti.
Vratislav nel 1554 accompagnò il principe ereditario Massimiliano II per le nozze del re spagnolo Filippo II con Maria I d'Inghilterra. Nel viaggio di ritorno ad Anversa ricevette, primo nobile boemo, le insegne dell'Ordine del Toson d'oro.
Vratislav coltivò una cultura umanistica ed artistica. Per coprire il suo costoso stile di vita Vratislav fu più volte costretto a cedere alcuni dei suoi beni, come nel 1562 Křižanov con il desolato castello e poi alcuni villaggi nei pressi della Lhotsky Zdenko Ptení.
Vratislav morì annegato nel 1582 in un naufragio nel Danubio vicino a Linz e fu sepolto a Praga nella Cattedrale di San Vito.

## Matrimonio e Discendenza
Nel 1555 Vratislav sposò Maria Manrique de Lara (1538-1608) dalla quale ebbe sette figli:
- Johanna (ca. 1560–1631)[1], sposò nel 1582 Fernando de Gurrea y Aragón (1546-1592)
- Elisabeth (1557–1609), sposò nel 1578 Albrecht von Fürstenberg (1557-1609)
- Johann, sposò nel 1587 Anna Maria Manrique de Lara y Mendoza
- Franziska (1565–1630/35), sposò Andrea Matteo Acquaviva (1565-1630)
- Polyxena (1566–1642), sposò prima nel 1587 Wilhelm von Rosenberg; poi, nel 1603, Zdenek Adalbert von Lobkowicz
- Maximilian (1575–1593), canonico a Olomouc
- Bibiana, sposò nel 1598 Francesco Gonzaga, terzo marchese di Castiglione, fratello di San Luigi.